# South Kentish Town (metropolitana di Londra)
South Kentish Town è una stazione fantasma dell’attuale Northern Line della metropolitana di Londra, situata nella zona di Kentish Town, nel nord di Londra. Si trova fra le stazioni di Camden Town e Kentish Town.

## Storia
La stazione di South Kentish Town fu aperta il 22 giugno 1907 dalla Charing Cross, Euston & Hampstead Railway (CCE&HR) sul ramo verso Archway. La stazione avrebbe dovuto essere chiamata Castle Road, ma il nome venne modificato poco prima dell'apertura. Il nome "Castle Road" era già stato inserito nella decorazione a piastrelle all'interno della stazione, perciò il nuovo nome fu dipinto sopra il vecchio. La pianta della stazione era simile a quella di Kentish Town, con due pozzi per gli ascensori e uno che ospitava una scala a chiocciola.
La stazione chiuse il 5 giugno 1924, insieme alla vicina stazione di Mornington Crescent, in seguito a uno sciopero nella vicina centrale elettrica di Lots Road. Quando l'elettricità fu ripristinata, venne presa la decisione di non riaprire la stazione per via del basso numero di passeggeri che la utilizzavano. Già dal 1908 alcuni treni non effettuavano fermate nella stazione. Mornington Crescent, invece, riaprì regolarmente il 2 luglio 1924.
Durante la Seconda Guerra Mondiale South Kentish Town fu utilizzata come rifugio antiaereo.
È stata proposta la riapertura della stazione nell'ambito dei piani per la riqualificazione urbana di Camden Town. Al momento è utilizzata come punto d'accesso ai binari dai tecnici che devono effettuare lavori di manutenzione sulla linea e come uscita d'emergenza per i passeggeri.
Poco dopo la chiusura, un passeggero scese accidentalmente da un treno che si era fermato a South Kentish Town. Anche se l'uomo si rese conto del suo errore e risalì immediatamente sul treno, l'incidente ispirò la pubblicazione di un racconto, sulla rivista Staff Magazine, che narrava la storia di un passeggero rimasto intrappolato nella stazione per quattro giorni. L'idea del racconto fu ripresa anche dal poeta e scrittore John Betjeman, che scrisse nel 1951 un pezzo dal titolo South Kentish Town, trasmesso in seguito anche alla radio.